# Mysidia formosa
Mysidia formosa är en insektsart som beskrevs av Broomfield 1985. Mysidia formosa ingår i släktet Mysidia och familjen Derbidae. Inga underarter finns listade i Catalogue of Life.